# Campeonato Europeu de Patinação Artística no Gelo de 1984
O Campeonato Europeu de Patinação Artística no Gelo de 1984 foi a septuagésima sexta edição do Campeonato Europeu de Patinação Artística no Gelo, um evento anual de patinação artística no gelo organizado pela União Internacional de Patinação (em inglês:  International Skating Union) onde os patinadores artísticos competem pelo título de campeão europeu. A competição foi disputada na cidade de Budapeste, Hungria.

## Eventos
- Individual masculino
- Individual feminino
- Duplas
- Dança no gelo

## Medalhistas
| Evento                        | Ouro                                           | Prata                                                 | Bronze                                                |
| Individual masculino detalhes | Alexander Fadeev · União Soviética             | Rudi Cerne · Alemanha Ocidental                       | Norbert Schramm · Alemanha Ocidental                  |
| Individual feminino detalhes  | Katarina Witt · Alemanha Oriental              | Manuela Ruben · Alemanha Ocidental                    | Anna Kondrashova · União Soviética                    |
| Duplas detalhes               | Elena Valova · Oleg Vasiliev · União Soviética | Sabine Baeß · Tassilo Thierbach · Alemanha Oriental   | Birgit Lorenz · Knut Schubert · Alemanha Oriental     |
| Dança no gelo detalhes        | Jayne Torvill · Christopher Dean · Reino Unido | Natalia Bestemianova · Andrei Bukin · União Soviética | Marina Klimova · Sergei Ponomarenko · União Soviética |

## Resultados

### Individual masculino
| Pos.              | Nome                   | Nacionalidade      |
| ----------------- | ---------------------- | ------------------ |
| Medalha de ouro   | Alexander Fadeev       | União Soviética    |
| Medalha de prata  | Rudi Cerne             | Alemanha Ocidental |
| Medalha de bronze | Norbert Schramm        | Alemanha Ocidental |
| 4                 | Jozef Sabovčík         | Tchecoslováquia    |
| 5                 | Heiko Fischer          | Alemanha Ocidental |
| 6                 | Vladimir Kotin         | União Soviética    |
| 7                 | Vitali Egorov          | União Soviética    |
| 8                 | Grzegorz Filipowski    | Polônia            |
| 9                 | Falko Kirsten          | Alemanha Oriental  |
| 10                | Petr Barna             | Tchecoslováquia    |
| 11                | Laurent Depouilly      | França             |
| 12                | Thomas Hlavik          | Áustria            |
| 13                | Lars Åkesson           | Suécia             |
| 14                | Miljan Begovic         | Iugoslávia         |
| 15                | Paul Robinson          | Reino Unido        |
| 16                | Oliver Höner           | Suíça              |
| 17                | Wojciech Gwinner       | Polônia            |
| 18                | András Száraz          | Hungria            |
| 19                | Lars Dresler           | Dinamarca          |
| 20                | Ed van Campen          | Países Baixos      |
| 21                | Fernando Soria         | Espanha            |
| WD                | Jean-Christophe Simond | França             |

### Individual feminino
| Pos.              | Nome               | Nacionalidade      |
| ----------------- | ------------------ | ------------------ |
| Medalha de ouro   | Katarina Witt      | Alemanha Oriental  |
| Medalha de prata  | Manuela Ruben      | Alemanha Ocidental |
| Medalha de bronze | Anna Kondrashova   | União Soviética    |
| 4                 | Kira Ivanova       | União Soviética    |
| 5                 | Sanda Dubravčić    | Iugoslávia         |
| 6                 | Sandra Cariboni    | Suíça              |
| 7                 | Simone Koch        | Alemanha Oriental  |
| 8                 | Karin Telser       | Itália             |
| 9                 | Agnès Gosselin     | França             |
| 10                | Cornelia Tesch     | Alemanha Ocidental |
| 11                | Parthena Sarafidis | Áustria            |
| 12                | Karin Hendschke    | Alemanha Oriental  |
| 13                | Katrien Pauwels    | Bélgica            |
| 14                | Susan Jackson      | Reino Unido        |
| 15                | Elise Ahonen       | Finlândia          |
| 16                | Susanna Peltola    | Finlândia          |
| 17                | Susanne Gschwend   | Áustria            |
| 18                | Tamara Téglássy    | Hungria            |
| 19                | Nevenka Lisak      | Iugoslávia         |
| 20                | Anette Nygaard     | Dinamarca          |
| 21                | Marta Cierco       | Espanha            |
| WD                | Elena Vodorezova   | União Soviética    |

### Duplas
| Pos.              | Nome                               | Nacionalidade      | Pontos |
| ----------------- | ---------------------------------- | ------------------ | ------ |
| Medalha de ouro   | Elena Valova / Oleg Vasiliev       | União Soviética    | 1.5    |
| Medalha de prata  | Sabine Baeß / Tassilo Thierbach    | Alemanha Oriental  | 3.0    |
| Medalha de bronze | Birgit Lorenz / Knut Schubert      | Alemanha Oriental  | 4.5    |
| 4                 | Larisa Selezneva / Oleg Makarov    | União Soviética    | 6.0    |
| 5                 | Marina Avstriskaya / Yuri Kvashnin | União Soviética    | 7.5    |
| 6                 | Babette Preußler / Tobias Schröter | Alemanha Oriental  | 9.0    |
| 7                 | Dagmar Kovarova / Jozef Komar      | Tchecoslováquia    | 11.0   |
| 8                 | Claudia Massari / Leonardo Azzola  | Alemanha Ocidental | 11.5   |
| 9                 | Susan Garland / Robert Daw         | Reino Unido        | 13.5   |
| 10                | Gaby Galambos / Jürg Galambos      | Suíça              | 15.0   |
| 11                | Sylvie Vacquero / Didier Manaud    | França             | 16.5   |

### Dança no gelo
| Pos.              | Nome                                    | Nacionalidade      |
| ----------------- | --------------------------------------- | ------------------ |
| Medalha de ouro   | Jayne Torvill / Christopher Dean        | Reino Unido        |
| Medalha de prata  | Natalia Bestemianova / Andrei Bukin     | União Soviética    |
| Medalha de bronze | Marina Klimova / Sergei Ponomarenko     | União Soviética    |
| 4                 | Karen Barber / Nicholas Slater          | Reino Unido        |
| 5                 | Olga Volozhinskaya / Alexander Svinin   | União Soviética    |
| 6                 | Petra Born / Rainer Schönborn           | Alemanha Ocidental |
| 7                 | Wendy Sessions / Stephen Williams       | Reino Unido        |
| 8                 | Nathalie Herve / Pierre Bechu           | França             |
| 9                 | Jindra Hola / Karol Foltan              | Tchecoslováquia    |
| 10                | Isabella Micheli / Roberto Pelizzola    | Itália             |
| 11                | Marianne van Bommel / Wayne Deweyert    | Países Baixos      |
| 12                | Antonia Becherer / Ferdinand Becherer   | Alemanha Ocidental |
| 13                | Graziella Ferpozzi / Marco Ferpozzi     | Suíça              |
| 14                | Viera Minarikova / Ivan Havranek        | Tchecoslováquia    |
| 15                | Gabriella Remport / Sándor Nagy         | Hungria            |
| 16                | Kathrin Beck / Christoff Beck           | Áustria            |
| 17                | Klára Engi / Attila Tóth                | Hungria            |
| 18                | Bożena Wierzchowska / Robert Kazanowski | Polônia            |
| 19                | Sophie Merigot / Philippe Berthe        | França             |
| 20                | Brunhilde Bianchi / Walter Rizzo        | Itália             |
| 21                | Christina Boianova / Yavor Ivanov       | Bulgária           |

## Quadro de medalhas
| Ordem | País               | Medalha de ouro | Medalha de prata | Medalha de bronze |    | Ordem por total |
| ----- | ------------------ | --------------- | ---------------- | ----------------- | -- | --------------- |
| 1     | União Soviética    | 2               | 1                | 2                 | 5  | 1               |
| 2     | Alemanha Oriental  | 1               | 1                | 1                 | 3  | 2               |
| 3     | Reino Unido        | 1               |                  |                   | 1  | 4               |
| 4     | Alemanha Ocidental |                 | 2                | 1                 | 3  | 2               |
| TOTAL | TOTAL              | 4               | 4                | 4                 | 12 | —               |